# Asteroscopus decipulae
Asteroscopus decipulae là một loài bướm đêm trong họ Noctuidae.